# فرودگاه گاردنر
فرودگاه گاردنر (به انگلیسی: Gardiner Airport) یک فرودگاه همگانی بهره‌برداری هوایی است که یک باند فرود آسفالت دارد و طول باند آن ۹۷۵ متر است. این فرودگاه در کشور ایالات متحده آمریکا قرار دارد و در ارتفاع ۱۶۱۱ متری از سطح دریا واقع شده‌است.